# Elampini
Elampini es una tribu de insectos, perteneeciente a la familia Chrysididae.

## Géneros
- Adelopyga Kimsey
- Elampus Spinola, 1806
- Exallopyga French, 1985
- Haba Semenov
- Hedychreides Bohart
- Hedychridium Abeille, 1878
- Hedychrum Latreille, 1802
- Holophris Mocsáry, 1890
- Holopyga Dahlbom, 1845
- Microchridium Bohart
- Minymischa Kimsey
- Muesebeckidium Krombein, 1969
- Omalus Panzer, 1801
- Parachrum Kimsey, 1988
- Philoctetes Abeille, 1879
- Prochridium Linsenmaier
- Pseudolopyga Krombein
- Pseudomalus Ashmead, 1902
- Xerochrum Bohart